# معاملة المثليين في شمال مقدونيا
يواجه الأشخاص من المثليين والمثليات ومزدوجي التوجه الجنسي والمتحولين جنسياً (اختصاراً: LGBT) في شمال مقدونيا تحديات قانونية واجتماعية لا يواجهها غيرهم من المغايرين جنسيا. يعتبر كل من النشاط الجنسي المثلي بين الذكور وبين الإناث قانونيا، لكن المنازل التي يعيش فيها الشركاء المثليون غير مؤهلة للحصول على نفس الحماية القانونية المتاحة للأزواج المغايرين.
في عام 2019، صنف الفرع الأوروبي للمؤسسة الدولية للمثليين والمثليات ومزدوجي التوجه الجنسي والمتحولين جنسيا وثنائيي الجنس صربيا في المرتبة 34 من حيث حقوق المثليين من أصل 49 دولة أوروبية من حيث تشريعات حقوق المثليين.

## قانونية النشاط الجنسي المثلي
كانت المثلية الجنسية في شمال مقدونيا جريمة حتى عام 1996، عندما ألغت البلاد تجريم النشاط الجنسي المثلي كشرط لكي تصبح عضوا في مجلس أوروبا.

## الاعتراف القانوني بالعلاقات المثلية
لا يوجد اعتراف قانوني بالعلاقات المثلية في شمال مقدونيا. يعرف قانون العائلة الزواج بأنه «اتحاد بين رجل وامرأة».
في أيلول/سبتمبر 2013، فشل تعديل دستوري مقترح لتعريف الزواج باعتباره اتحادا بين رجل وامرأة في تحقيق أغلبية الثلثين المطلوبة في الجمعية التشريعية المقدونية. في أواخر يونيو 2014، قدم الحزب الرئيسي الذي أعيد انتخابه مرة أخرى مشروع القانون، هذه المرة على أمل أن يعطي حزب المعارضة المحافظ، الحزب الديمقراطي للألبان، الأصوات الإضافية اللازمة لتمريره.
في يناير 2015، صوت البرلمان لصالح تعريف الزواج دستوريًا كإتحاد بين رجل وامرأة فقط. بالإضافة إلى ذلك، اعتمد السياسيون تعديلاً لضمان أن أغلبية الثلثين ستكون ضرورية لتنظيم الزواج والأسرة والاتحادات المدنية. كانت هذه الأغلبية محفوظة سابقا لقضايا مثل السيادة والمسائل الإقليمية. وفي 9 كانون الثاني/يناير، وافقت اللجنة البرلمانية المعنية بالمسائل الدستورية على سلسلة من التعديلات، بما في ذلك تقييد الزواج وأغلبية الثلثين التي كانت مشمولة في آخر لحظة. في 20 يناير، تمت الموافقة على التعديلات في البرلمان بأغلبية 72 صوتًا لصالحها مقابل 4 أصوات ضدها (72-4). من أجل إضافة هذه التعديلات إلى الدستور، كان يلزم إجراء تصويت نهائي للموافقة عليها. وقد بدأت هذه الجلسة البرلمانية الأخيرة في 26 يناير/كانون الثاني ولكنها لم تتم، لأن الائتلاف الحاكم لم يحصل على أغلبية الثلثين المطلوبة.

## الحماية من التمييز
في الفترة من 2008 إلى 2010، كانت توجد الحماية للمثليين والمثليات ومزدوجي التوجه الجنسي من التمييز في مجال التوظيف. ولكن في بداية عام 2010، أثناء تعديل قانون مكافحة التمييز، قام برلمان البلاد بإزالة التوجه الجنسي من قائمة الأسس المحمية.
في مارس 2019، في تصويت 52 صوتًا لصالح وامتناع ثلاثة عن التصويت، اعتمد البرلمان المقدوني قانونًا جديدًا لمكافحة التمييز يتضمن التوجه الجنسي والهوية الجندرية، من بين أسباب أخرى. في 22 مايو 2019، دخل «قانون منع والحماية من التمييز» (بالمقدونية: Закон за спречување и заштита од дискриминација)، (بالألبانية: Ligji për parandalimin dhe mbrojtjen nga diskriminimi) حيز التنفيذ، بعد أن وقعه الرئيس المنتخب حديثا ستيفو بنداروفسكي.

## الهوية الجندرية والتعبير عنها
في يناير/كانون الثاني 2019، حكمت المحكمة الأوروبية لحقوق الإنسان، بأن شرط مقدونيا بأن يخضع الناس لجراحة إعادة تحديد الجنس قبل أن يتم تغيير علامة جنسهم في وثائق الهوية هو انتهاك لحقوق الإنسان. ورأى الحكم الصادر أن أوجه القصور في قوانين مقدونيا المتعلقة بتحويل الجنس في وثائق الهوية الرسمية تنتهك حق المقدونيين في احترام حياتهم الخاصة.

## ظروف الحياة
حضور مجتمع المثليين في شمال مقدونيا صغير جدا. هناك عدد قليل من المؤسسات الصديقة للمثليين جنسياً في سكوبيي وبعض الحانات التي تنظم «ليالي المثليين». تعتبر البلاد بشكل رئيسي محافظة اجتماعيا نحو المثلية الجنسية. هناك العديد من التقارير حول الإهانات العامة، وطرد العمال من مجتمع المثليين، وحتى طرد المراهقين المثليين في الشوارع بسبب الكشف عن توجهاتهم الجنسية.
في عام 2019، احتلت شمال مقدونيا المرتبة العاشرة بين أسوأ الدول الأوروبية للسائحين المثليين.
سيتم عقد أول فخر سكوبيي للمثليين في 29 يونيو 2019.

### الرأي العام
أظهر مسح أجراه مركز الحقوق المدنية والإنسانية في عام 2002 أن أكثر من 80% من الناس يرون أن المثلية الجنسية هي «اضطراب نفسي يهدد الأسر». أجاب حوالي 65% بأن «كون المرء مثليًا جريمة تستوجب عقوبة السجن».
كانت النساء عموما أكثر ليبرالية في مواقفهن تجاه المثلية الجنسية من الرجال وسكان الأرياف.

### منظمات حقوق المثليين
هناك ثلاث منظمات رئيسية ومركز دعم واحد يعملون في مجال حقوق المثليين:
- إل جي بي تي يونايتد: (بالإنجليزية: LGBT United)‏ (بالمقدونية: ЛГБТ јунајтед) (بالألبانية: Të bashkuar LGBT) هي منظمة تم إنشاؤها مؤخرًا تعمل حصريًا لحماية حقوق المثليين في البلاد. نظمت أول أسبوع للفخر في سكوبيي في أواخر يونيو 2013 إلى جانب تحالف «الحقوق الجنسية والصحية للمجتمعات المهمشة». تضمن البرنامج بشكل رئيسي بث الأفلام المتعلقة بالمثلية الجنسية.[19]
- إيغال: (بالإنجليزية: EGAL)‏ (بالمقدونية: ЕГАЛ) هي أقدم منظمة تعمل في مجال قضايا الصحة للمثليين والمثليات. كما أنها واحدة من المؤيدين الرئيسيين لمهرجان الفيلم دزونيتسا، الذي يعرض الأفلام المتعلقة بالمثلية الجنسية.[20]
- ائتلاف «الحقوق الجنسية والصحية للمجتمعات المهمشة» (بالإنجليزية: Coalition "Sexual and Health Rights of Marginalized Communities")‏ (بالمقدونية: Коалиција „Сексуални и здравствени права на маргинализираните заедници“) (بالألبانية: Koalicionin ”Të drejtat seksuale dhe shëndetësore të komuniteteve të margjinalizuara”) تعمل جزئيا في مجال حقوق المثليين، وتنظم أحداثا مختلفة لتعزيز المساواة. عملت على تنظيم أسبوع فخر سكوبيي في عام 2013.[21]
- مركز دعم مجتمع المثليين: (بالإنجليزية: LGBTI Support Center)‏ (بالمقدونية: ЛГБТИ Центар за поддршка) هي شركة تابعة ل«لجنة هلسنكي لحقوق الإنسان في شمال مقدونيا» تقع في سكوبيي تعمل على تغيير الوضع القانوني والاجتماعي للأشخاص من مجتمع المثليين في مقدونيا من خلال تعزيز المجتمع، الدعوة والمساعدة القانونية المجانية.

### تقارير الدول عن ممارسات حقوق الإنسان 2012
وفقًا لتقارير الولايات المتحدة حول ممارسات حقوق الإنسان في شمال مقدونيا في عام 2012، يتم التضييق والتحيز ضد الأقليات الجنسية من قبل المجتمع ووسائل الإعلام والحكومة. وذكر التقرير:

## ملخص
| قانونية النشاط الجنسي المثلي                                                             | (قانوني منذ عام 1996)                            |
| المساواة في السن القانوني للنشاط الجنسي                                                  | (قانوني منذ عام 1996)                            |
| قوانين مكافحة التمييز في التوظيف                                                         | No                                               |
| قوانين مكافحة التمييز في توفير السلع والخدمات                                            | No                                               |
| قوانين مكافحة التمييز في جميع المجالات الأخرى (تتضمن التمييز غير المباشر، خطاب الكراهية) | No                                               |
| قوانين جرائم الكراهية تشمل التوجه الجنسي والهوية الجندرية                                | No                                               |
| زواج المثليين                                                                            | No                                               |
| الاعتراف القانوني بالعلاقات المثلية                                                      | No                                               |
| السماح للشخص العازب بالتبني بغض النظر عن توجهه الجنسي                                    | Yes                                              |
| تبني أحد الشريكين للطفل البيولوجي للشريك الآخر                                           | No                                               |
| التبني المشترك للأزواج المثليين                                                          | No                                               |
| يسمح للمثليين والمثليات ومزدوجي التوجه الجنسي الخدمة علناً في القوات المسلحة              | Yes                                              |
| الحق بتغيير الجنس القانوني                                                               | No                                               |
| علاج التحويل محظور على القاصرين                                                          | No                                               |
| الحصول على أطفال أنابيب للمثليات                                                         | No                                               |
| الأمومة التلقائية للطفل بعد الولادة                                                      | No                                               |
| تأجير الأرحام التجاري للأزواج المثليين من الذكور                                         | (محظور لجميع الأزواج بغض النظر عن التوجه الجنسي) |
| السماح للرجال الذين مارسوا الجنس الشرجي بالتبرع بالدم                                    | No                                               |